# Giovanni Kotchev
Giovanni Kotchev (* 30. Mai 1999) ist ein österreichischer Fußballspieler.

## Karriere
Kotchev begann seine Karriere beim Badener AC. 2008 wechselte er zum SKN St. Pölten. 2012 kam er in die AKA St. Pölten. 2013 wechselte er in die Akademie des FC Admira Wacker Mödling. Im Jänner 2016 wechselte er nach Deutschland in die Jugend des 1. FC Union Berlin.
Im Jänner 2018 kehrte er nach Österreich zurück und wechselte zum Regionalligisten SC Neusiedl am See. Im März 2018 debütierte er in der Regionalliga, als er am 21. Spieltag der Saison 2018/19 gegen die SV Schwechat in der 68. Minute für Marcel Szikonya eingewechselt wurde. In jenem Spiel, das Neusiedl mit 2:1 gewann, erzielte Kotchev den Treffer zum zwischenzeitlichen 2:0.
Zur Saison 2018/19 wechselte er zum Zweitligisten SV Horn. Sein Debüt in der 2. Liga gab er im Juli 2018, als er am ersten Spieltag jener Saison gegen den FC Liefering in der 83. Minute für Mehdi Hetemaj eingewechselt wurde. Nach der Saison 2018/19 verließ er Horn und wechselte zum Regionalligisten FC Mauerwerk. Seit der Saison 2023/24 spielt Kotchev beim Landesligisten SV Blau Weiß Groweikersdorf.